# Akagi (manga)
Akagi (アカギ?), è un manga del 1992, scritto e disegnato da Nobuyuki Fukumoto, che tratta del gioco del mahjong. I volumi sono stati serializzati sulla rivista Modern Mahjong, ed è stato adattato in due film grazie alla sua popolarità. La serie è un sequel dell'autore che precedentemente aveva creato un altro lavoro intitolato Ten. Nel 2005 il manga è stato trasposto dalla Madhouse in un adattamento anime di 26 episodi, che narra le stesse vicende.

## Trama
Il titolo dell'anime "Akagi" è riferito al protagonista della serie, Akagi Shigeru. Specialista in imbroglio alla continua ricerca di giocatori abili nel gioco del mahjong. Akagi utilizza tecniche al limite della regolarità  con cui sconfigge ogni avversario. Dopo essere riuscito a prendere il mitico titolo di campione del gioco, egli scompare per cinque anni diventando una figura leggendaria nell'intero Giappone.

## Personaggi
Shigeru Akagi (赤木しげる ?, Akagi Shigeru)
Doppiatore: Masato Hagiwara
Il protagonista della storia, entra per caso nel mondo del mahjong e incontra un campione che vede in lui dell'ottimo potenziale e gli insegna tutte le regole del gioco. Da allora gioca contro avversari sempre più forti cercando ed alla fine ottenendo lo status di più forte del Giappone.
Yasuoka  (安岡?, Yasuoka)
Doppiatore: Tesshō Genda
Un investigatore che ha dei collegamenti con la Yakuza. Corrotto comprende immediatamente il talento di Akagi. Nel manga è il narratore.
Yagi  (矢木?, Yagi)
Doppiatore: Wataru Takagi
Il primo avversario del protagonista, anche se imbroglia durante l'incontro viene sconfitto da Akagi.

## Episodi anime
| Nº | Giapponese 「Kanji」 - Rōmaji                    | In onda          | In onda |
| Nº | Giapponese 「Kanji」 - Rōmaji                    | Giapponese       |         |
| 1  | 「闇に舞い降りた天才」 - Yami ni Maiorita Tensai | 5 ottobre 2005   |         |
| 2  | 「資質の覚醒」 - Shishitsu no Kakusei            | 12 ottobre 2005  |         |
| 3  | 「異端の策略」 - Itan no Sakuryaku               | 19 ottobre 2005  |         |
| 4  | 「本物の無頼」 - Honmono no Burai                | 26 ottobre 2005  |         |
| 5  | 「裏切りの絶一門」 - Uragiri no Zetsu Ichimon    | 2 novembre 2005  |         |
| 6  | 「悪漢の資質」 - Akkan no Shishitsu              | 9 novembre 2005  |         |
| 7  | 「無邪気な悪鬼」 - Mujaki na Akki                | 16 novembre 2005 |         |
| 8  | 「復活の前兆」 - Fukkatsu no Zenchō              | 23 novembre 2005 |         |
| 9  | 「天才の真贋」 - Tensai no Shingan               | 30 novembre 2005 |         |
| 10 | 「逆襲の予言」 - Gyakushū no Yogen               | 7 dicembre 2005  |         |
| 11 | 「絶望への布石」 - Zetsubō e no Fuseki           | 14 dicembre 2005 |         |
| 12 | 「偶機の魔法」 - Gūki no Mahō                    | 21 dicembre 2005 |         |
| 13 | 「風雷の軌道」 - Fūrai no Kidō                   | 4 gennaio 2006   |         |
| 14 | 「羅刹の新章」 - Rasetsu no Shinshō              | 4 gennaio 2006   |         |
| 15 | 「逢魔が時」 - Ōma ga Toki                       | 11 gennaio 2006  |         |
| 16 | 「破滅の闘牌」 - Hametsu no Tōhai                | 18 gennaio 2006  |         |
| 17 | 「異才の証明」 - Isai no Shōmei                  | 25 gennaio 2006  |         |
| 18 | 「呪縛の牌姿」 - Jubaku no Haishi                | 1º febbraio 2006 |         |
| 19 | 「鬼神の昏迷」 - Kishin no Konmei                | 8 febbraio 2006  |         |
| 20 | 「希望と愚行」 - Kibō to Gukō                    | 15 febbraio 2006 |         |
| 21 | 「一縷の幻想」 - Ichiru no Gensō                 | 22 febbraio 2006 |         |
| 22 | 「作為の足枷」 - Sakui no Ashikase               | 1º marzo 2006    |         |
| 23 | 「剛運の威力」 - Gōun no Iryoku                  | 8 marzo 2006     |         |
| 24 | 「魔物の意思」 - Mamono no Ishi                  | 15 marzo 2006    |         |
| 25 | 「殺意の誘惑」 - Satsui no Yūwaku                | 22 marzo 2006    |         |
| 26 | 「狂気と闇と」 - Kyōki to Yami to                | 29 marzo 2006    |         |